# 濮秀芬
濮秀芬（？—），中国女子网球运动员。她曾在韩国汉城举行的1986年亚洲运动会网球比赛中联同段丽兰、李心意、和锺妮女子团体金牌。